# Anticresi
L'anticresi è un istituto giuridico dell'ordinamento italiano. Sostanzialmente fuori dall'ambito della garanzia - malgrado il linguaggio adoperato dal codice - si colloca anche questo istituto giuridico di scarsa o nulla diffusione, nell'Italia meridionale, ed è un particolare contratto di garanzia dell'esazione e della realizzazione del credito, regolato dagli articoli dal 1960 al 1964 del codice civile. Era conosciuto con l'espressione significativa "godere a godere" o "godi godi".

## Storia
Il nomen juris è di origine greca (deriva dalla commistione dei termini ἀντί, antì, letteralmente "invece di, in luogo di" e χρῆσις, crèsis, "uso, impiego, godimento"). Ha avuto una qualche diffusione, grazie alla prevalenza dell'economia tipicamente rurale, nel mezzogiorno italiano dell'Ottocento: era qui conosciuto anche con le espressioni popolari “godi godi” o “godere e godere”. Ormai è sostanzialmente desueto.

## Struttura, funzione e disciplina
Con questo contratto il debitore o un terzo si obbliga a consegnare al creditore un immobile a garanzia della realizzazione del suo credito: il fine che si persegue è quello per il quale il creditore percepisca i frutti del bene concesso (per un massimo di dieci anni, che è il termine legale del contratto in difetto di diversa pattuizione) imputandoli dapprima agli interessi, qualora dovuti, e infine al capitale. Se oggetto del contratto è un edificio, i frutti dei quali il creditore godrà saranno costituiti dal canone di locazione (infatti, il creditore anticretico può stipulare un contratto di locazione avente ad oggetto il bene ottenuto per anticresi) o dal canone di mercato (qualora decida di abitare lui stesso l'immobile ricevuto).
L'anticresi è dunque un contratto consensuale con effetti obbligatori, che fonda in capo al creditore anticretico un diritto personale di godimento. Il contratto di anticresi richiede ad substantiam la forma scritta, a pena di nullità (art.1350 c.c., n.7); va trascritto (art.2643 c.c., n.12) per essere opponibile ai terzi, tra i quali gli acquirenti dal concedente o i suoi creditori: se l'anticresi non viene trascritta prima del pignoramento del bene che ha per oggetto, si applicherà il principio generale e quindi il bene stesso sarà aggredibile dal creditore pignoratizio procedente. 
Il creditore anticretico, salvo patto contrario, deve pagare i tributi annui ed i pesi gravanti sull'immobile ricevuto, e deve amministrarlo con la diligenza del buon padre di famiglia. Può anche restituire l'immobile al debitore, a meno che non abbia rinunciato preventivamente a questa facoltà. Il codice civile (art. 1963) ribadisce per l'anticresi il divieto del patto commissorio, stabilendo la sanzione della nullità per ogni patto, anche successivo alla stipula del contratto, con il quale si stabilisce il passaggio in proprietà del bene al creditore anticretico in caso d'inadempimento del debitore.

## Differenze con l'ipoteca
La differenza fra le due figure è marcata. L'ipoteca non richiede che il possesso del bene immobile passi al creditore: anzi, di regola il possesso resta in capo al debitore, che gode anche dei frutti del bene ipotecato. Inoltre, l'ipoteca è una causa di prelazione, che attribuisce al creditore ipotecario una posizione di privilegio rispetto agli altri creditori, consistente nella possibilità di soddisfarsi con preferenza sul ricavato della vendita del bene sottoposto a garanzia; l'anticresi è invece un diritto derivante da un contratto e dunque produce un rapporto obbligatorio, non dando luogo ad un diritto reale.

### Risorse
- s:Codice Civile

| Controllo di autorità | Thesaurus BNCF 37330 · LCCN (EN) sh85005654 · BNF (FR) cb17127680j (data) · J9U (EN, HE) 987007295558005171 |